# تشارلي جوردن
تشارلي جوردن (بالإنجليزية: Charlie Jordan)‏ هو لاعب كرة قاعدة أمريكي، ولد في 4 أكتوبر 1871 في فيلادلفيا في الولايات المتحدة، وتوفي في 1 يونيو 1928 في هازلتون في الولايات المتحدة.

## وصلات خارجية
- تشارلي جوردن على موقعبيزبول رفرنس.كوم (الدوري الرئيسي) (الإنجليزية)
- تشارلي جوردن على موقعبيزبول رفرنس.كوم (الدوري الثانوي) (الإنجليزية)